# 攝津號戰艦
攝津（せっつ）是大日本帝國海軍河內級战列舰的二號艦，得名自攝津國（今大阪府）。本艦於1914年參與青島戰役，並以艦砲對德軍陣地進行猛烈轟炸，但除此之外並無參與其他第一次世界大戰中的戰事。此艦於1919年封存，並於1922年依據華盛頓海軍條約的規定解除武裝。
兩年後，攝津號戰艦成為靶艦，並參與了1937年爆發的第二次中日戰爭，但未有太多作為。當太平洋戰爭於1941年爆發時，大日本帝國海軍將攝津號用於欺敵用途，並嘗試掩飾日本航空母艦的真正動向。但本艦並未參戰太久，後即回歸靶艦的角色。1945年7月，美軍航空母艦艦隊攻擊日軍吳鎮守府的海軍基地，並重創了攝津號；該艦隨後沉沒。1946年至1947年間，艦體被打撈上岸，其殘骸亦進行拆解。

## 背景

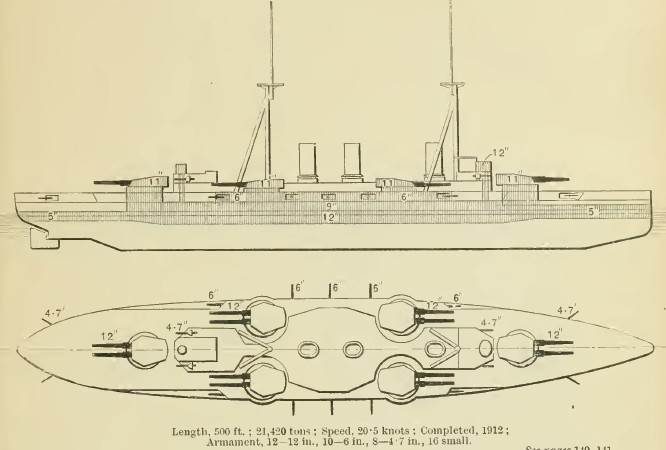
河內級戰艦的右視及俯視圖。

日俄戰爭後，大日本帝國海軍體認到日本缺乏能夠與西方國家無畏艦抗衡的戰艦，因此於1907年展開了一項名為《1907年戰艦補充計畫》的整備方案，並隨後於1907年6月22日下訂了河內級戰艦作為日本的第一艘無畏艦。然而，河內級戰艦的兩艘主力艦（河內號與攝津號）的生產作業均因經濟蕭條等原故而向後推遲。兩艘戰艦的設計均是以先前的安藝號戰艦為基礎開發而成的，並裝備了制式的12吋艦砲（305毫米）；然而由於經費考量，艦砲的長度並不盡相同。

## 設計與概述
與其姐妹艦河內號不同，攝津號採用了飛剪式船體，因此其艦身較河內號長了2.2公尺。本艦全長162.5公尺，最大寬度25.7公尺，正常吃水深度為8.5公尺。正常裝載的情況下，攝津號的排水量可達21,787公噸。其艦上官兵人數依作戰需求不同而有異，可能為999人至1100人不等。該艦採用兩具蒸汽渦輪發動機做為推進動力，兩具發動機分別驅動一隻螺旋槳，總計可輸出25,000匹馬力（19,000千瓦），理論航速可達21節（約每小時39公里）。艦上攜帶的燃油與煤炭可供給該艦以18節（約每小時33公里）的航速行駛約2700海里（約5000公里）。
攝津號的武裝與河內號如出一轍，包括四門裝載於兩個雙聯裝砲塔上的41年式50倍徑12吋艦砲， 艦身前後各兩門；與八門裝載於四個雙聯裝砲塔上的41年式45倍徑12吋艦砲，艦身的左右舷側各四門。本艦的次要武裝為10門41年式45倍徑6英吋艦砲，安裝於艦體左右舷側；與八門41年式40倍徑4.7英吋速射砲。艦上還裝載了12門QF 12磅3英吋40倍徑艦砲，以及另外四門充作禮炮的QF 12磅砲。攝津號戰艦亦配備了5具18英吋（457毫米）魚雷發射管，艦身左右各兩具，另一具則位於船尾。
本艦的水線裝甲帶最大厚度可達305毫米。裝甲厚度越往艦身前後兩側延伸越為薄弱，至艦尾附近僅有約5英吋（127毫米）的裝甲保護。砲塔裝甲的平均厚度為152毫米，最大厚度可達279毫米。司令塔亦有254毫米的裝甲防護。

## 建造與服役生涯

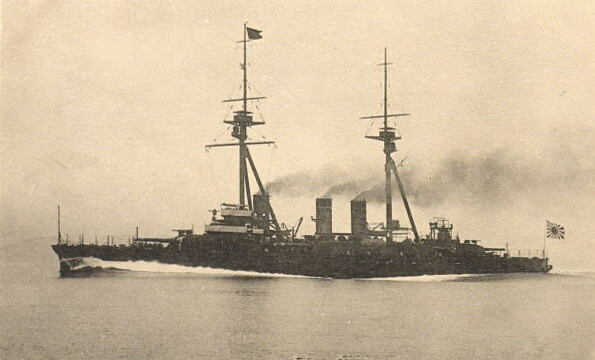
一張印有全速前進中的攝津號戰艦的明信片。

攝津號戰艦於1909年4月1日在橫須賀海軍工廠鋪設龍骨，後於1909年1日18日舉行下水儀式，並於1912年7月1日竣工，總造價為11,010,000日圓。海軍大佐田中盛秀於1912年12月1日出任本艦艦長，並編入第一分遣艦隊。翌年的多數時候，攝津號均巡航於中國外海或是接受戰備操演。當第一次世界大戰於1914年8月間爆發時，本艦正停泊於廣島縣吳市軍港。攝津號與其姐妹艦河內號於1914年10月至11月間參與了青島戰役的最後階段，並於外海以艦砲密集轟炸德軍陣地。本艦於1916年12月1日離開第一分遣艦隊，並送往吳市進行升級作業。升級作業於1917年12月1日完成，該艦隨後編入第二分遣艦隊，直至1918年7月23日重新歸入第一分遣艦隊為止。自此時起，攝津號戰艦上所有的QF 12磅3英吋40倍徑艦砲均移除，並以QF 12磅3英吋40倍徑防空砲取代，另亦移除了兩具魚雷發射管。1918年10月28日，攝津號戰艦成為大正天皇於海上校閱時所搭乘的旗艦。
攝津號戰艦自1919年11月開始轉入後備艦隊，並於1920年4月1日至1921年8月21日間再次出航。 1922年，攝津號在吳市依照《華盛頓海軍條約》的規範解除武裝，並於1923年10月1日自海軍戰鬥序列中除名。翌年，本艦轉為靶艦，同時移除鍋爐室與艦體中央的煙囪。其裝甲亦完成了加強，用以吸收203毫米火砲與重30公斤的練習用炸彈的射擊。這些改裝使攝津號的最大速度減至16節（每小時30公里），其滿載排水量亦減少至16,390公噸。1925年2月上旬，攝津號將先前用作靶艦的土佐號戰艦殘骸自吳市拖往豐後水道，土佐號並於2月8日於該處拆解。

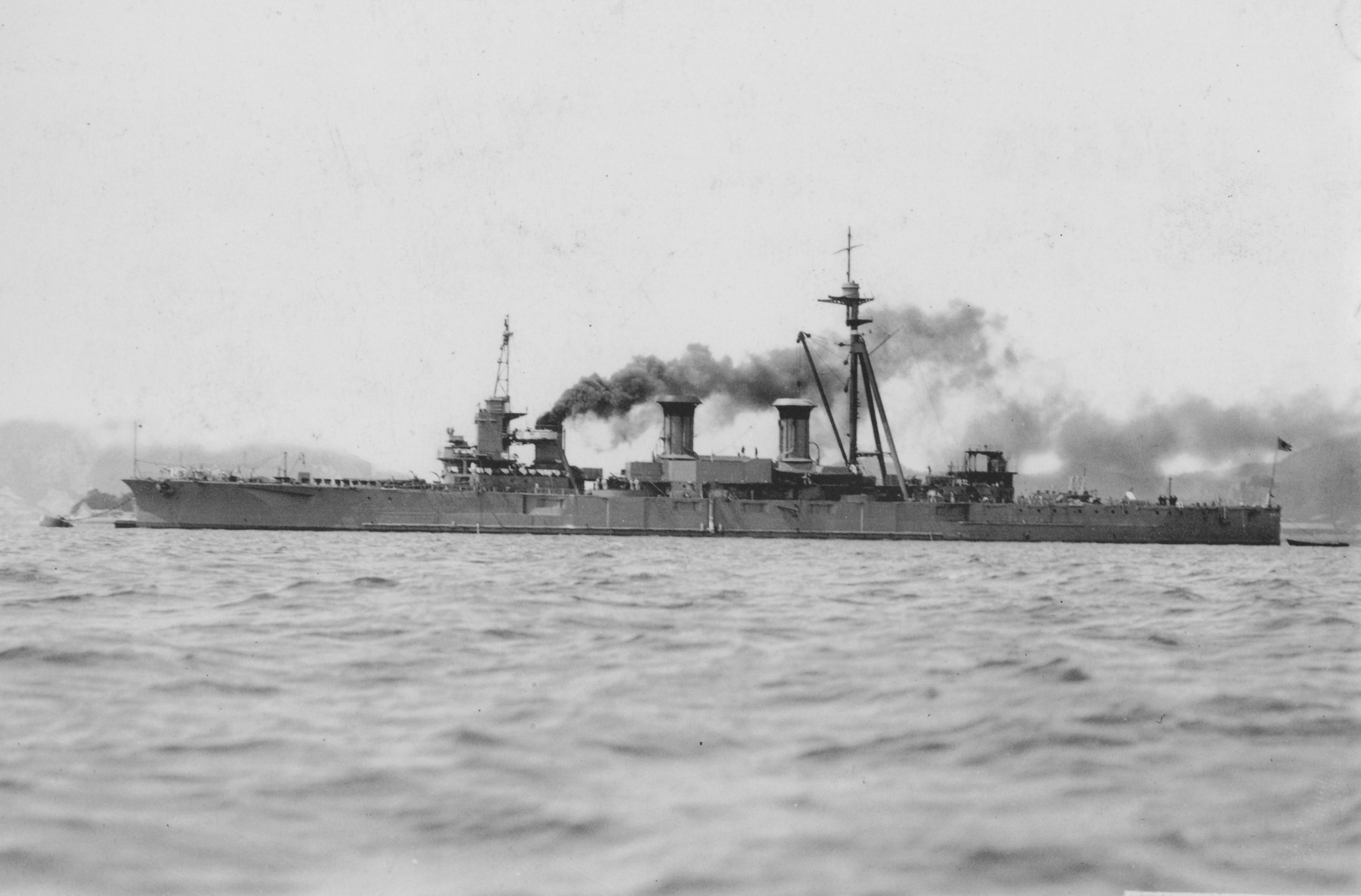
1940年4月7日，下錨中的攝津號戰艦。

1935年10月至1937年間，攝津號轉作無線電控制艦之用，並由矢風號驅逐艦上的無線電操作人員負責指揮。攝津號的甲板、煙囪與艦橋等處的裝甲進行增厚作業，以增加生存能力。1937年8月下旬，攝津號在其艦長左近允尚正的指揮下，將佐世保第4海軍特別陸戰隊的一個大隊（營級部隊）運送至上海，以支援對中國國民革命軍的戰鬥。該部隊於上海外海登上名取號輕巡洋艦，後再由矢風號驅逐艦運往長江。1940年間，攝津號改裝為航空母艦艦載機飛行員訓練用船，後更專門供給轟炸機飛行員進行攻擊珍珠港的作戰前訓練。1940年10月11日，攝津號與受校艦隊在東京灣接受昭和天皇的校閱。
太平洋戰爭初期，攝津號戰艦在松田千秋艦長的指揮下自台灣啟程，航行至菲律賓近海，並於該處模擬第1航空艦隊所屬的六艘航空母艦與瑞鳳號航空母艦、龍驤號航空母艦的無線電活動，用以欺矇美軍日本航空母艦的真正位置與動向。在接下來的戰爭中，攝津號大部分時間均停泊於瀨戶內海。1944年3月至6月間，攝津號擔任第522與第762海軍航空兵團的靶艦；艦上當時裝備了許多九六式25毫米高射機炮、深水炸彈與水中聽音器。
1945年7月24日，美國海軍航空母艦空襲吳市，攝津號亦於江田島市附近遭到30架F6F地獄貓戰鬥機攻擊。一枚炸彈擊中該艦，並造成艦上兩名官兵陣亡，另有兩名官兵負傷；另有五枚炸彈幾近命中，並造成位於右舷的引擎室嚴重破裂進水。時任艦長的大藤正直大佐遂決定使戰艦觸礁擱淺，以免沉沒。攝津號所有的25毫米高射機砲遭到移除，戰艦並改為海上軍營使用。四天後，攝津號再次受到美軍航空母艦攻擊，共兩枚炸彈擊中艦體。艦上官兵於翌日棄船，攝津號隨後沉沒。攝津號於1945年11月20日正式自海軍戰鬥序列除名，其殘骸於1946年6月打撈上岸，並拖往吳市，後於1947年8月在該處拆解。

## 歷任艦長
※沒有註腳者為根據《日本海軍史》第9巻・第10巻的「將官履歷」及《官報》。

### 艦長
- 田中盛秀 大佐：1911年12月1日至1912年12月1日 ＊兼吳海軍工廠艤裝員（～1912年7月1日）
- 山中柴吉（日语：山中柴吉）大佐：1912年12月1日至1913年12月1日
- 木村剛大佐：1913年12月1日至1914年12月1日
- 永田泰次郎（日语：永田泰次郎）大佐：1914年12月1日至1915年12月13日
- 川原袈裟太郎（日语：川原袈裟太郎）大佐：1915年12月13日至1916年12月1日
- 本田親民大佐：1916年12月1日至1917年12月1日
- 犬塚助次郎大佐：1917年12月1日至1918年11月10日
- 内田虎三郎大佐：1918年11月10日至1919年6月10日
- 古川弘大佐：1919年6月10日至11月20日
- 今泉哲太郎大佐：1919年11月20日至1920年6月3日
- 橫尾尚大佐：1920年6月3日至11月20日
- 武光一大佐：1920年11月20日至1921年11月20日
- 小山田繁蔵大佐：1921年11月20日至1922年11月10日
- （兼）松平保男（日语：松平保男）大佐：1922年11月10日至1923年1月20日
- 武富咸一大佐：1923年1月20日至10月1日

### 特務艦長
- 武富咸一大佐：1923年10月1日至11月20日
- 松本匠大佐：1923年11月20日至1924年12月1日
- 右田熊五郎大佐：1924年12月1日至1925年4月20日
- 山本土岐彦大佐：1925年4月20日[12]至1926年12月1日[13]
- 瀬崎仁平大佐：1926年12月1日至1927年9月28日
- （兼）今川真金大佐：不詳至1927年12月1日[14]
- 津田威彦大佐：1927年12月1日[14]至1929年11月30日[15]
- 千谷定衛大佐：1929年11月30日至1930年12月1日
- 伊佐卓彌大佐：1930年12月1日[16]～
- 原田文一大佐：1931年2月1日[17]至1931年4月1日[18]
- 白石邦夫大佐：1931年4月1日[18]至1931年12月1日[19]
- 石井順三大佐：1931年12月1日[19]至1932年12月1日[20]
- 井上幸吉大佐：1932年12月1日[20]至1933年11月15日[21]
- 大橋五郎中佐：1933年11月15日[21]至1934年11月15日[22]
- 小林三良大佐：1934年11月15日[22]～
- 水崎正次郎大佐：1935年4月18日至11月15日
- 楢橋憲基中佐：1935年11月15日[23]至1936年12月1日[24]
- 左近允尚正（日语：左近允尚正） 大佐：1936年12月1日至1938年7月20日
- 鈴木長藏 大佐:1938年7月20日至1939年11月15日
- （兼）原田覺（日语：原田覚）大佐：1939年11月15日至1940年3月10日
- 小暮軍治大佐：1940年3月10日至11月1日
- （兼）伊崎俊二（日语：伊崎俊二）大佐：1940年11月1日至11月28日
- 森徳治大佐：1940年11月28日至1941年9月1日
- 松田千秋大佐：1941年9月1日至1942年2月10日
- 石井敬之大佐：1942年2月10日至5月20日
- 島本久五郎（日语：島本久五郎）大佐：1942年5月20日至10月1日
- 長井滿（日语：長井満）大佐：1942年10月1日至1943年2月2日
- 長谷真三郎大佐：1943年2月2日至4月12日
- 佐藤勝也大佐：1943年4月13日至6月25日
- 三浦艦三大佐：1943年6月25日至8月4日
- 相馬信四郎大佐：1943年8月4日至1944年8月10日
- 大藤正直大佐：1944年8月10日[25]至1945年8月15日[26]

## 註記
1. ↑  Silverstone, p. 336
2. 1 2  Lengerer 2006, p. 74
3. 1 2 3 4  Gardiner & Gray, p. 239
4. ↑  Lengerer 2006, p. 73
5. 1 2 3  Jentschura, Jung & Mickel, p. 24
6. ↑  Lengerer 2006, p. 80
7. 1 2  Preston, p. 196
8. ↑  Lengerer 2006, pp. 76, 81
9. 1 2 3 4 5 6 7 8 9  Hackett & Kingsepp
10. ↑  . Barrier Miner (Broken Hill, NSW). 27 March 1922: 2  [8 September 2013]. （原始内容存档于2014-10-06）.
11. ↑  Lengerer 2010, pp. 25–26
12. ↑  《官報》第3796号、大正14年4月21日。
13. ↑  《官報》第4283号、大正15年12月2日。
14. 1 2  《官報》第279号、昭和2年12月2日。
15. ↑  《官報》第878号、昭和4年12月2日。
16. ↑  《官報》第1179号、昭和5年12月2日。
17. ↑  《官報》第1226号、昭和6年2月2日。
18. 1 2  《官報》第1275号、昭和6年4月2日。
19. 1 2  《官報》第1478号、昭和6年12月2日。
20. 1 2  《官報》第1778号、昭和7年12月2日。
21. 1 2  《官報》第2064号、昭和8年11月16日。
22. 1 2  《官報》第2364号、昭和9年11月16日。
23. ↑  《官報》第2663号、昭和10年11月16日。
24. ↑  《官報》第2976号、昭和11年12月2日。
25. ↑  昭和19年8月14日付 秘海軍辞令公報 甲 第1563号。アジア歴史資料センター レファレンスコード C13072100500 で閲覧可能。
26. ↑  昭和20年8月27日付 秘海軍辞令公報 甲 第1897号。アジア歴史資料センター レファレンスコード C13072107000 で閲覧可能。

## 外部連結
- Materials of the Imperial Japanese Navy[永久]